# Еремеевы
Ереме́евы — русские дворянские роды XV—XVI вв.
В Гербовник внесены три фамилии Еремеевых:
1. Еремеевы к которым принадлежал Михаил Иванович Еремеев, упоминаемый в Казанском походе (1544), Шведском (1549) и Полоцком (1551). Иван Иванович, находился в войне под Калугою, по крымским вестям (1545). Иван Михайлович воевода в Шведском походе (1549).  Иван Борисович Еремеев убит в зимнем Казанском походе (1550), его имя вписано в синодик московского Успенского собора на вечное поминовение. Опричниками Ивана Грозного (1573) числились: Безсонко, Иван, Рюма, Тренка, Фёдор Леванисов Еремеевы[1]. Фёдор Иванович и Яков Тихонович Еремеевы убиты (1634) при осаде Смоленска. Этот род Еремеевых внесён в VI часть родословных книг Казанской[2] и Псковской губерний (Гербовник, III, 96).
2. Андрей Еремеев, произведённый сената обер-секретарём (1784) (Герб. Часть I. № 121.)[3].
3. Потомство подпоручика Андрея Еремеева (Герб. Часть XIX. № 118)[4].

Другие два рода Еремеевых, записанные в VI часть родословной книги Тверской губернии, восходят к XVII в., а остальные роды, числом 15, позднейшего происхождения.
Определением Герольдии, (21 января 1836), Степан Степанов Еремеев, внук войскового товарища, впоследствии армии подпоручика, Андрея Еремеева, внесенного, по определению бывшей комиссии о разборе Дворянства Черниговского наместничества (1786), во вторую часть родословной книги, признан в потомственном Дворянском достоинстве.
Определением Правительствующего Сената, по Департаменту Герольдии, (05 марта 1898), утверждено постановление Полтавского Дворянского Депутатского Собрания ()3 июня 1897), о причислении к роду Степана Степанова Еремеева - сына его, Николая Степанова, жены последнего Веры Валериановой, урождённой графини Де-Тулуз-Лотрек и дочерей их: Марьи, Татьяны и Елисаветы Николаевых.
Определениями же того же Депутатского Собрания, (10 сентября 1899, 1 августа 1901 и 18 июля 1903), к роду Еремеевых причислены и другие дети вышеупомянутого Николая Степанова: Ольга, Зинаида и Валериан.

## История рода
Еремеевы в XVI веке сидели в Новгородской области и Пскове. Псковичи: Иван, Никита, Пётр, Фёдор Большой и Меньшой Борисовичи зачислены в состав московского дворянства (1550). Третьяк и Иван Борисовичи владели поместьями в Новгородской области (1545). Фёдор Борисович служил в Новгороде дьяком (1556). Первый Неклюдов поручился по князю А.И. Воротынскому (1563). Иван Молчанов, Матвей и Пётр Ивановичи поручились по князю Ивану Фёдоровичу Мстиславскому (1571). Василий Иванович и Афанасий Андреевич владели поместьями в Шелонской пятине (1571). Гаврила Фёдорович владелец вотчины в Тверском уезде и женат на Меланье Фёдоровне (урождённой Коровиной) (1576). Оска Андреевич служил в детях боярских по Епифани (1591). Вяземские помещики Еремеевы: Василий Данилович и Захарий (до 1594), Семён Долматович (1594), служил по дворовому списку и был в Москве в осаде.
Девять представителей рода владели населёнными имениями (1699).
Также в исторических документах встречаем стрелецкого сотника "немчина" Ивана Еремеева (1614), Нижегородских помещиц немок Екатерину и Авдотью Еремеевых (1629).

## Описание гербов

#### Герб. Часть I. № 121.
Герб обер-секретаря Правительствующего сената Андрея Еремеева: в красном поле щита изображены три дворянские серебряные Шлема. Щит увенчан обыкновенным дворянским шлемом, со страусовыми перьями. Намёт на щите серебряный, подложенный красным.

#### Герб. Часть III. № 96.
Щит разделён на четыре части, из коих, в первой части, в голубом поле, изображение морского серебряного судна с распущенными парусами. Во второй части, в красном поле, серебряный якорь, имеющий на поверхности анкершток из чёрного дуба (польский герб Котвица)  В третьей части, в красном поле, положены накрест серебряный с золотой рукояткой меч и бердыш. В четвёртой части, в голубом поле, виден свёрнутый канат, означенный серебром.

#### Герб. Часть XIX. № 118.
Герб потомства подпоручика Андрея Еремеева: в лазуревом щите, серебряная дрофа. В серебряной оконечности щита, две лазуревые накрест положенные казацкие шашки, обремененные золотой подковою, шипами вниз. Щит увенчан Дворянским коронованным шлемом. Нашлемник: выходящий серебряный с червлёными глазами конь. Намёт: лазуревый с серебром. Девиз: <<Право, истина и честь>>, лазуревыми буквами на серебряной ленте.

## Известные представители
- Еремеев Василий — сын боярский и голова, годовал в ливонском г. Лаюс (1572), объезжий голова в Китай-городе в Москве (1597), на Неглинной (1600-1601).
- Еремеев Григорий — воевода в Тотьме (1608).
- Еремеев Василий — подьячий Посольского приказа (1638), сослан в Сибирь в Красноярск и определён в казаки (1644), подьячий Съезжей избы (1650).
- Еремеев Тимофей Афанасьевич — воевода в Переславле-Залесском (1649-1650), владелец поместья в Новгородской области.
- Еремеев Алексей Осипович — послан в Польшу (1679).
- Еремеев Данила Иванович — воевода в Верхососенском (1681-1683).
- Еремеев Григорий Иванович — кошевой атаман Запорожской Сечи (1682).
- Еремеевы: Александр Осипович, Дмитрий Тимофеевич, Иван Матвеевич и Семён Дмитриевич — стряпчие (1658-1692)[8][9][6][10].
- Еремеев Дмитрий Павлович — русский государственный деятель, симбирский гражданский губернатор (1869—1873), действительный статский советник.